# Quercetin

Strukturformel.

Quercetin, eller förr kvercetin, är ett naturligt gult färgämne som förekommer i många växter, till exempel i ek och äpple. Det förekommer även i vindruvor, men då halten är högst i skalen blir koncentrationen i rödvin lägre än förväntat[källa behövs]. Namnet kommer från ekarnas släktnamn Quercus och speciellt avses färgeken, Q. velutina (Q. tinctoria), ur vars bark quercetin-glykosiden quercitrin (kvercitrin) framställs.
Quercetin är en flavonoid och tillhör undergruppen flavonoler. Det är vanligt i växtriket och därmed också i mat. När man skalar och skär frukt och grönsaker minskar flavonoidhalten drastiskt, särskilt i frukter med färgglada skal är flavonoidhalten hög (flavonoider är viktiga färgämnen).

## Overksamt mot sjukdomar
Vetenskapliga studier har inte funnit några belägg för att quercetin är verksamt mot cancer eller andra sjukdomar. Det amerikanska livsmedel- och läkemedelsverket FDA har varnat företag som hävdat att ämnet kan användas mot sjukdomar.  Experiment gjorda 2017 har observerat signifikanta förbättringar i kognition hos åldrande råttor som konsumerade quercetin
Quercetin är en känd jonofor, vilket betyder att den hjälper zinkjoner att ta sig in genom cellmembran. Zink (Zn2+) i sin tur anses motarbeta replikering av virus i cellen. Detta var anledningen att många använde quercetin istället för HCQ, (som bara kan fås med recept i Sverige), under coronapandemin. 
Biosyntesen av quercetin sker genom hydroxylering av kaempferol och quercetin fungerar i sin tur som substrat vid biosyntesen av myricetin (genom hydroxylering) samt (genom metylering) av rhamnetin, rhamnazin och isorhamnetin.
Quercetin är strukturellt även nära besläktad med flavonen luteolin som saknar OH-grupp på position 3 (och därför inte är en flavonol).

## Förekomst
Rekommenderat intag (RI/RDI) för quercetin saknas.
Quercetin förekommer i naturen främst bundet till vissa sockerarter som en glykosid.
En hög halt av quercetin finns i:
- Kapris (1800 mg/kg)
- Libbsticka (1700 mg/kg)
- Te (Camellia sinensis)
- Lök – särskilt i den yttre ringen (284–486 mg/kg)
- Blåbär (odlade 74 mg/kg, vilda 146–158 mg/kg)
- Grönkål (60–110 mg/kg)
- Röda vindruvor (2,5 mg/100g)[12]
- Äpplen (21–440 mg/kg)
- Gräslök (245 mg/kg)
- Citrusfrukter
- Broccoli (30 mg/kg) och andra gröna bladgrönsaker
- Gröna bönor (39 mg/kg)
- Körsbär (32 mg/kg)
- Hallon
- Svarta vinbär (69 mg/kg)
- Björnbär (45 mg/kg)
- Lingon (odlade 83–156 mg / kg, vilda 121 mg/kg)
- Rönnbär (85 mg/kg)
- Havtorn (62 mg/kg)
- Kråkbär (odlade 53 mg/kg, vilda 56 mg/kg)

En nyligen genomförd studie visar att ekologiskt odlade tomater innehöll 79 % mer quercetin än de konventionellt odlade.